# Hôn nhân cùng giới ở Lãnh thổ Ấn Độ Dương thuộc Anh
Hôn nhân cùng giới ở Lãnh thổ Ấn Độ Dương thuộc Anh, Lãnh thổ hải ngoại của Anh, đã hợp pháp kể từ ngày 3 tháng 6 năm 2014. Một sắc lệnh hợp pháp hóa các cuộc hôn nhân như vậy đã được Hội đồng Cơ mật của Vương quốc Anh phê duyệt vào ngày 28 tháng 4 năm 2014.
Tất cả cư dân của Lãnh thổ Ấn Độ Dương thuộc Anh đều là thành viên của lực lượng vũ trang Anh hoặc Mỹ hoặc các nhà thầu liên quan được giao cho Cơ sở hỗ trợ hải quân Diego Garcia. Lính Mỹ được phép kết hôn; tuy nhiên, các quy định của Hải quân Hoa Kỳ nghiêm cấm bất kỳ cặp vợ chồng nào đóng quân cùng nhau trên Diego Garcia, cho dù trong khả năng quân sự hay dân sự. Do đó, một thành viên của cặp vợ chồng sẽ được chỉ định lại ngay lập tức.